# Odense Marcipan
Odense Marcipan A/S blev grundlagt i 1909 af Lauritz Thobo-Carlsen. Siden 1961 har firmaet været kongelig hofleverandør. Foruden marcipan, produceres og markedsføres et sortiment af nougat, chokolade, nødder og mandler.
I 1991 overtages Odense Marcipan af den norskejede koncern Orkla. Siden Orkla i 1999 købte den svenske marcipanproducent KÅKÅ AB med to marcipanfabrikker, er al marcipanproduktionen i Orkla Food Ingredients blevet samlet i Odense. Odense Marcipan er således i dag en af verdens største marcipanproducenter. 
Odense Marcipans mangeårige erfaringer med nøddeprodukter førte i 1963 til lanceringen af saltede peanuts under navnet KiMs. Det gjorde hurtigt fabrikken til landets største producent af snacks.
Odense Marcipan A/S har i dag 200 ansatte, og omsætter årligt for omkring 350 mio. kr. Odense Marcipan er markedsledende i Skandinavien med ca. 60% af markedet. Omkring 60% af produktionen eksporteres, primært til Skandinavien og Nordeuropa, men også til fjernere lande som f.eks. Australien, Japan og USA. 